# Gymnelia salvini
Gymnelia salvini är en fjärilsart som beskrevs av Butler 1876. Gymnelia salvini ingår i släktet Gymnelia och familjen björnspinnare. Inga underarter finns listade i Catalogue of Life.